# Prix du Brigadier
Le Prix du Brigadier, fondé en 1960 par l’Association de la Régie théâtrale, est une des plus anciennes récompenses théâtrales en France. Il est décerné à ce qui est considéré par son jury comme l'événement théâtral de la saison, ou à ceux qui contribuent à celui-ci. Il peut ainsi couronner un spectacle, un auteur, un comédien, un metteur en scène ou un décorateur. Ce nom fait référence au brigadier, bâton qu’utilise le régisseur pour frapper les trois coups annonçant le début de la représentation théâtrale.
Le dramaturge Jean Anouilh, après avoir refusé tous les honneurs officiels, déclara qu'à ses yeux, la seule récompense valable était le Prix du Brigadier qui lui fut remis en 1971. Trois autres auteurs ont également reçu ce prix[pas clair] : Françoise Sagan en 1960, Eugène Ionesco, en 1966 et Florian Zeller en 2014.
Le jury rend également parfois hommage à de grandes personnalités avec un Brigadier d'honneur, qui salue et célèbre toute une carrière, par exemple pour Suzanne Flon.

## Lauréats
- 1960 : Françoise Sagan pour Château en Suède, théâtre de l'Atelier
- 1961 : Maria Casarès, Pierre Brasseur pour Cher Menteur de Jerome Kilty, théâtre de l'Athénée
- 1962 : Pierre Dux, Pierre Fresnay pour Mon Faust de Paul Valéry, théâtre de l'Œuvre
- 1963 : Marcel Marceau pour son spectacle, théâtre de la Renaissance
- 1964 : Jacques Dupond pour le décor de Un mois à la campagne d’Ivan Tourgueniev, théâtre de l'Atelier
- 1966 : Eugène Ionesco pour La Soif et la faim, Comédie-Française
- 1967 : Ariane Mnouchkine pour La Cuisine, Cirque Medrano
- 1968 : René Ehni pour Que ferez-vous en novembre, théâtre de Lutèce
- 1971 : Jean Anouilh pour trois pièces à l'affiche :
  - Les Poissons rouges théâtre de l'Œuvre,
  - Ne réveillez pas Madame Comédie des Champs-Élysées,
  - Tu étais si gentil quand tu étais petit théâtre Antoine
- 1972 : Bernard Haller pour Et alors, théâtre de la Michodière
- 1973 : Rolf Liebermann pour Les Noces de Figaro de Wolfgang Amadeus Mozart, Opéra de Paris
- 1975 : Peter Brook pour Timon d'Athènes de William Shakespeare, théâtre des Bouffes du Nord
- 1976 : Mary Marquet pour ses récitals poétiques, théâtre des Bouffes-Parisiens et théâtre Saint-Georges
- 1978 : Jean Le Poulain pour Le Faiseur d'Honoré de Balzac, théâtre des Variétés
- 1980 : Jeanne Moreau pour L'Intoxe de Françoise Dorin, théâtre des Variétés
- 1981 : Roman Polanski pour Amadeus de Peter Shaffer, théâtre Marigny
- 1982 : Raymond Gérôme pour l'ensemble de sa carrière et particulièrement pour sa pièce L'Extravagant Mister Wilde, théâtre de l'Œuvre
- 1984 : Jean-Laurent Cochet pour sa compagnie au théâtre Hébertot
- 1985 : Serge Lama, Hubert Monloup, Jacques Rosny et Yves Gilbert pour Napoléon, théâtre Marigny
- 1986 : Laurent Terzieff pour Témoignage de Brian Friel, théâtre du Lucernaire et pour l'ensemble de sa carrière
- 1987 : Jean-Paul Belmondo pour Kean de Jean-Paul Sartre, théâtre Marigny
- 1988 : Claude Winter pour Mort d'un commis voyageur d'Arthur Miller, Centre national de création d'Orléans et théâtre national de l'Odéon
- 1990 : Francis Huster pour l'adaptation, la mise en scène et l'interprétation de La Peste d'Albert Camus, théâtre de la Porte-Saint-Martin
- 1992 :
  - Jacques Mauclair pour la mise en scène de L'École des femmes de Molière
  - Robert Hirsch : Brigadier d'honneur pour l'ensemble de sa carrière
- 1993 : Jorge Lavelli pour sa mise en scène de Macbett d'Eugène Ionesco, théâtre national de la Colline
- 1994 : Raymond Devos pour son spectacle à l'Olympia et l'ensemble de sa carrière
- 2002 :
  - Fabrice Luchini pour sa reprise de Knock de Jules Romains, théâtre de l'Athénée
  - Suzanne Flon et Georges Vitaly : Brigadiers d'honneur pour l'ensemble de leur carrière
- 2003 :
  - Michel Aumont pour Le Jour du destin de Michel del Castillo, théâtre Montparnasse
  - Christian Damman : Brigadier d'honneur pour l'ensemble de sa carrière
- 2005 : François Périer : Brigadier d'honneur posthume pour l'ensemble de sa carrière
- 2008 :
  - Christian Schiaretti pour Coriolan, TNP Villeurbanne et théâtre Nanterre-Amandiers
  - Claude Rich : Brigadier d’honneur pour Le Diable rouge, théâtre Montparnasse et pour l’ensemble de sa carrière
- 2009 :
  - Ludmila Mikaël pour L'Amante anglaise
  - Arnaud Denis pour sa mise en scène et son interprétation dans Les Femmes savantes
  - Étienne Bierry Brigadier d’honneur pour l’ensemble de sa carrière
- 2010 : 
  - Robin Renucci pour Désiré de Sacha Guitry au Théâtre de la Michodière
  - Michel Galabru Brigadier d'Honneur pour l'ensemble de sa carrière.
- 2011 :
  - Thierry Hancisse pour L'École des Femmes de Molière à la Comédie-Française,
  - Judith Magre Brigadier d'Honneur pour l'ensemble de sa carrière.
- 2012 : 
  - Didier Sandre pour  Collaboration de Ronald Harwood au Théâtre de La Madeleine
  - Jean Piat et Roland Bertin Brigadier d'Honneur pour l'ensemble de leur carrière.
- 2013 / 2014 :
  - Florian Zeller pour Le Père au Théâtre Hébertot.
  - Michel Bouquet Brigadier d'Honneur pour l'ensemble de sa carrière.
- 2015 :  
  - Michel Fau pour ses mises en scène au Théâtre de l'Œuvre et au Théâtre Antoine.
  - Jacques Seyrès Brigadier d'honneur pour l'ensemble de sa carrière.
- 2016 :
  - Catherine Hiegel pour sa mise en scène des Femmes Savantes au Théâtre de la Porte Saint-Martin.
  - Anne Delbée Brigadier d'honneur pour l'ensemble de sa carrière.
  - Michel Lonsdale Brigadier d'honneur pour l'ensemble de sa carrière.
- 2017 :
  - Dominique Valadié pour Au But de Thomas Bernhard au Théâtre de Poche-Montparnasse
  - André Dussollier Brigadier d'honneur pour l'ensemble de sa carrière et Novecento
  - Théâtre de Poche-Montparnasse Brigadier d'honneur remis à Philippe Tesson pour la qualité de sa programmation.
- 2018 :
  - Marina Hands pour Sœurs de Pascal Rambert au Théâtre des Bouffes du Nord ;
  - Francine Bergé Brigadier d'Honneur pour L'Échange de Paul Claudel et pour l'ensemble de sa carrière.
  - Philippe Tesson Brigadier d'honneur pour l'ensemble de sa carrière.
- 2019 : 
  - Cristiana Reali
  - Alain Sachs
  - Niels Arestrup
- 2022 : 
  - Franck Desmedt pour « La Promesse de l’aube » de Romain Gary, créée au théâtre Lucernaire
  - Catherine Frot pour « Lorsque l’Enfant paraît » d’André Roussin au théâtre de la Michodière.
  - Béatrice Agenin, Brigadier d'honneur pour l'ensemble de sa carrière.
- 2023 :
  - Christine Murillo
  - Danielle Mathieu-Bouillon
  - Pierre Arditi
  - Franck Desmedt
  - Stéphane Hillel
- 2024 :
  - Delphine Depardieu, pour Les liaisons dangereuses de Choderlos de Laclos
  - Maxime d'Aboville, pour Pauvre Bitos - le dîner de têtes de Jean Anouilh
  - Geneviève Casile, Brigadier d'honneur.

## Membres du jury
En 2023 (dans l'ordre alphabétique) :
- Président : Pascal Monge Président de l'Association de la Régie Théâtrale depuis 2019.
- Christophe Barbier, journaliste, écrivain, chroniqueur politique
- Fanny Cottençon, comédienne ;
- Emmanuel Dechartre, comédien, ancien Directeur du Théâtre 14 Jean-Marie Serreau;
- Anne Delbée, comédienne, metteur en scène, écrivain, Présidente d'honneur du Syndicat des Metteurs en scène ;
- Stéphanie Fagadau, Directrice de la Comédie des Champs-Élysées;
- Michel Fau comédien, metteur en scène ;
- Frédéric Franck, Directeur du S.I.C (Société Indépendante Contemporaine) ;
- Anne-Claire Gourbier, Déléguée générale de l'Association pour le Soutien du Théâtre Privé ;
- Pascal Guillaume, Président de l'Association pour le Soutien du Théâtre Privé ;
- Jean-Claude Houdinière, Fondateur de Atelier-Théâtre Actuel,
- Jorge Lavelli, metteur en scène ;
- Didier Long, metteur en scène ;
- Marie-France Mignal, comédienne, Directrice du Théâtre Saint-Georges
- Catherine Salviat, comédienne, sociétaire honoraire de la Comédie-Française ;
- Éric-Emmanuel Schmitt, auteur dramatique, écrivain, philosophe, codirecteur du Théâtre Rive Gauche ;
- Nicolas Vaude , comédien, metteur en scène ;
- Jean-Philippe Viaud, journaliste à France 2, réalisateur d'émissions théâtrales ;
- Florian Zeller, écrivain, auteur dramatique.

et pour l'Association de la Régie Théâtrale : Annik Caubert, Secrétaire générale